# 아폴로 9호
아폴로 9호(Apollo 9)는 미국 NASA의 아폴로 계획에 의하여 발사된 유인 아폴로 우주선 중 3번째 유인 우주선이다. 1969년 3월 3일 새턴 V 로켓에 의하여 발사된 뒤 1969년 3월 13일까지 지구를 152회 도는 동안 제임스 맥디비트, D.R.스콧 및 R.L.슈바이카트의 세 우주비행사들은 사령선과 착륙선과의 도킹 작업과정을 연습하였다.

## 승무원
- 제임스 맥디비트 - 선장
- 데이빗 스콧 - 사령선 조종사
- 러셀 슈바이카트 - 달 착륙선 조종사

### 백업 승무원
- 찰스 콘라드 - 선장
- 리처드 고든 - 사령선 조종사
- 앨런 빈 - 달 착륙선 조종사

### 지원 승무원
- 프레드 헤이스
- 잭 루스마
- 에드거 미첼
- 알프레드 워든

### 비행 지휘자
- 진 크랜즈 화이트 팀
- 게리 그리핀 골드 팀
- 페테 프랭크 오렌지 팀

## 임무의 배경
1967년 10월 시점의 계획에서는, 아폴로 7호(C미션)로 사령선과 기계선(CSM)의 첫 유인 궤도 비행을 행한 후에, 2번째의 유인 아폴로 미션(D미션)으로 유인의 CSM을 새턴 IB 로켓으로 쏘아 올려 며칠 후에 달 착륙선(LM)을 1기의 새턴 IB 로켓으로 쏘아 올리고, 첫 궤도 랑데부를 행할 예정이었다. 이 임무는 제임스 맥디비트와 데이빗 스콧과 러셀 슈바이카트가 담당해, 이것과 비슷한 지구 궤도 테스트(E미션)는 프랭크 보먼과 짐 러벨과 윌리엄 앤더스가 담당해 새턴 V 로켓으로 CSM과 LM 모두를 쏘아 올릴 예정이었다.
그러나, LM의 제조상의 문제가 발생해 D미션은 1969년 봄 이후가 되지 않으면 행할 수 없게 되어, NASA의 직원은 C미션과 D미션의 사이에 CSM만(LM 없음) 첫 달까지의 유인 비행을 행하는 「C-Prime」미션을 추가했다. 이 미션은 아폴로 8호가 되어 프랭크 보먼과 짐 러벨과 윌리엄 앤더스가 담당하게 된다. 순서로서는 제임스 맥디비트의 차례였지만, LM에 익숙하였기 때문에 「C-Prime」미션으로부터 떼어졌던 것이라고 그는 주장하고 있다. 원래의 E미션은 그 이후로 연기되었다. 아폴로 9호는 아폴로 우주선 전체적으로 유일한 지구 궤도 테스트로, 2기의 새턴 IB 로켓 대신에 1기의 새턴 V 로켓으로 발사되었다. 아폴로 8호와 9호의 승무원의 순서가 바뀐 것은 후에도 영향이 남았다. 백업 승무원도 바꿔 넣을 수 있어 최초의 유인 착륙 임무는 찰스 콘라드의 팀 대신에 닐 암스트롱의 팀(프랭크 보먼과 짐 러벨과 안윌리엄 앤더스의 백업 승무원이었다)의 차례로 되었다.

## 미션의 하이라이트
아폴로 9호는 처음으로 우주에서 행해진 아폴로 우주선 전체의 테스트이며, 우주선을 구성하는 3번째의 중요한 부분인 달 착륙선의 테스트도 포함되어 있었다. 10일간 우주에서 체류하고, 지구 궤도상에서 3대의 우주선을 조작해, 달 궤도상에서 행하는 것과 같이 사령선과 달 착륙선을 떼어내 재도킹시켰다. 아폴로 우주선에 의한 궤도상에서의 랑데부와 도킹이 가능한 것이 아폴로 9호로 증명되었다.
이 임무 이후의 아폴로 우주선의 비행에서는, 승무원들은 그 우주선에 이름을 붙일 수 있게 되었다(마지막에 이름을 붙일 수 있던 것은 제미니 3호였다). 달 착륙선은 스파이더(거미)라고 이름이 붙여져 푸른 세로판에 싸였고, 케네디 우주 센터에 도착한 사령선은 검드롭(알사탕)이라고 이름이 붙여졌다.
러셀 슈바이카트와 데이빗 스콧에 의한 EVA가 행해졌다. 러셀 슈바이카트는 새로운 아폴로 우주복(생명줄로 우주선에 접속하는 것이 아니라 우주복자체에 생명유지장치를 가지고 있다)을 체크했고, 데이빗 스콧은 사령선의 해치로부터 그를 촬영했다. 러셀 슈바이카트는 우주복을 테스트하기 위해서보다 대규모 활동을 행하고, 긴급시에는 달 착륙선으로부터 사령선까지 우주비행사가 EVA할 수 있는 것을 증명하게 되어 있었다. 그러나, 그가 우주 취기에 괴로워하고 있었기 때문에, 달 착륙선의 해치로부터 파우치에 나오는 것은 제한되었다.
제임스 맥디비트와 러셀 슈비이카트는, 지구 궤도에서의 LM의 테스트 비행과 분리와 도킹을 행했다. 처음에 하강단의 엔진을 사용해 검드롭으로부터 111마일까지 LM을 비행시키고, 그 후 하강단을 방폐해 상승단에서 돌아왔다.
착수점은 바하마에서 동쪽으로 180마일(290 km)의 북위 23° 15', 서경 67° 56'으로, 회수함으로부터도 보이는 위치였다.
사령선은, 미시간주 잭슨에 있는 미시간 우주 과학 센터에 전시되고 있었지만, 2004년 4월에 센터가 폐쇄되어 2004년 5월에 샌디에이고 항공 우주 박물관에 옮겨졌다. LM 상승단은 1981년 10월 23일에 궤도 감쇠했고, LM 하강단은 1969년 3월 22일에 궤도 감쇠했다. 달 착륙선을 꺼낸 후, S-IVB(새턴 V 로켓의 3단 로켓)의 J-2 엔진이 재점화되어 모두 불탈 때까지 분사해 태양 궤도에 실렸다.
승무원은 1969년 3월 8일에 "Happy Birthday"를 노래했다.

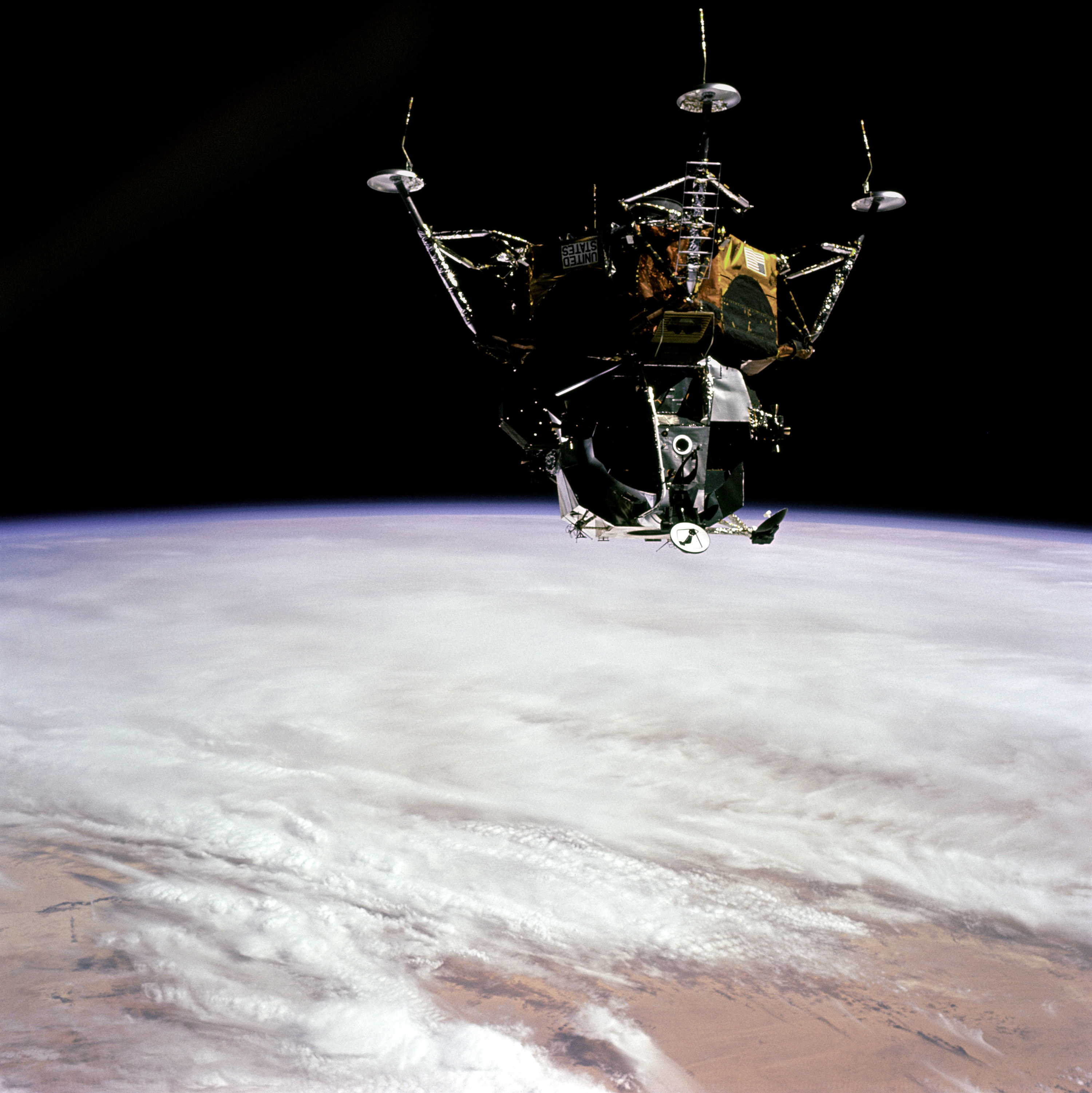
아폴로 9호의 달 착륙선. 호출 부호 스파이더

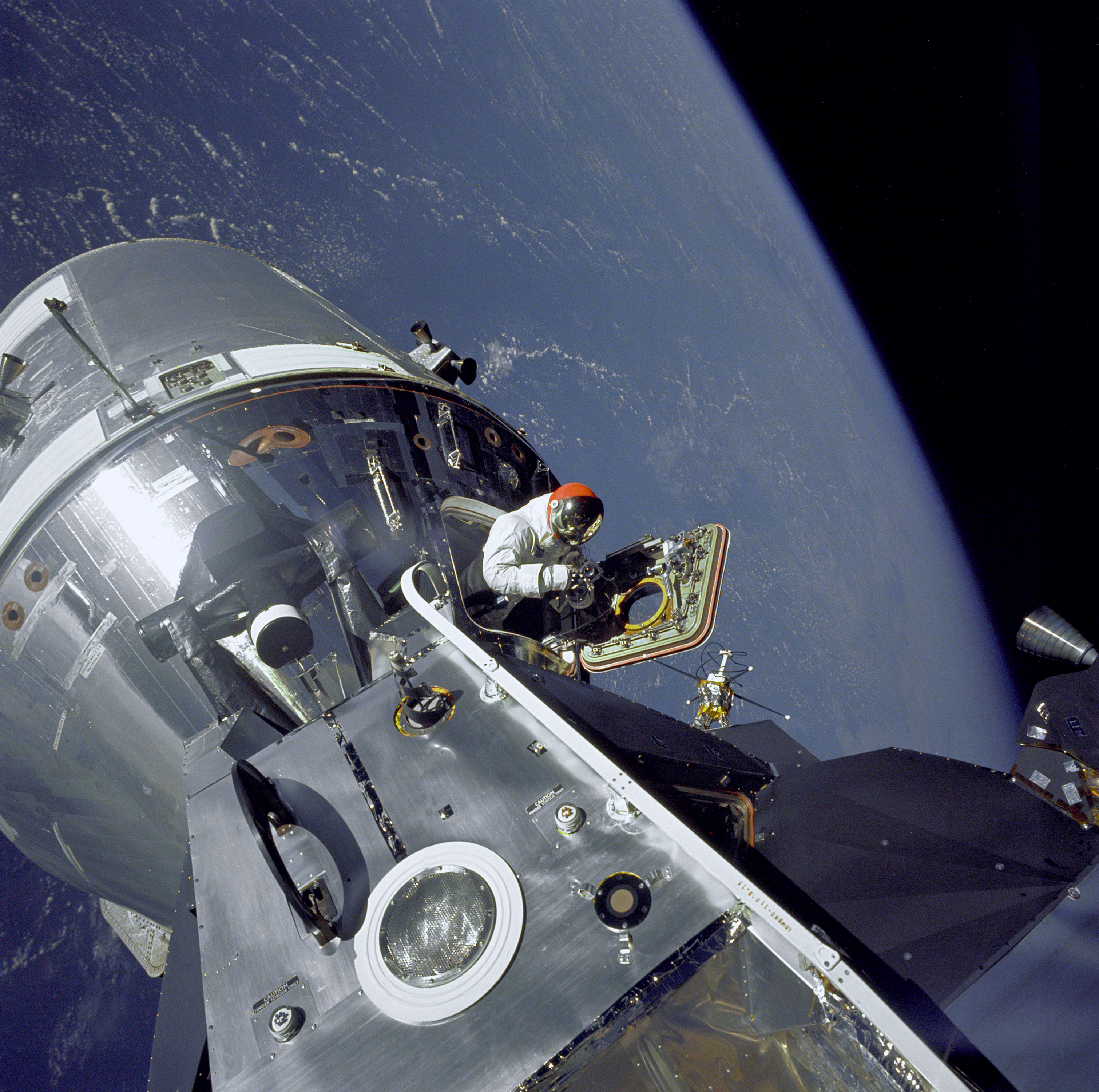
작업 중인 데이빗 스콧 우주비행사

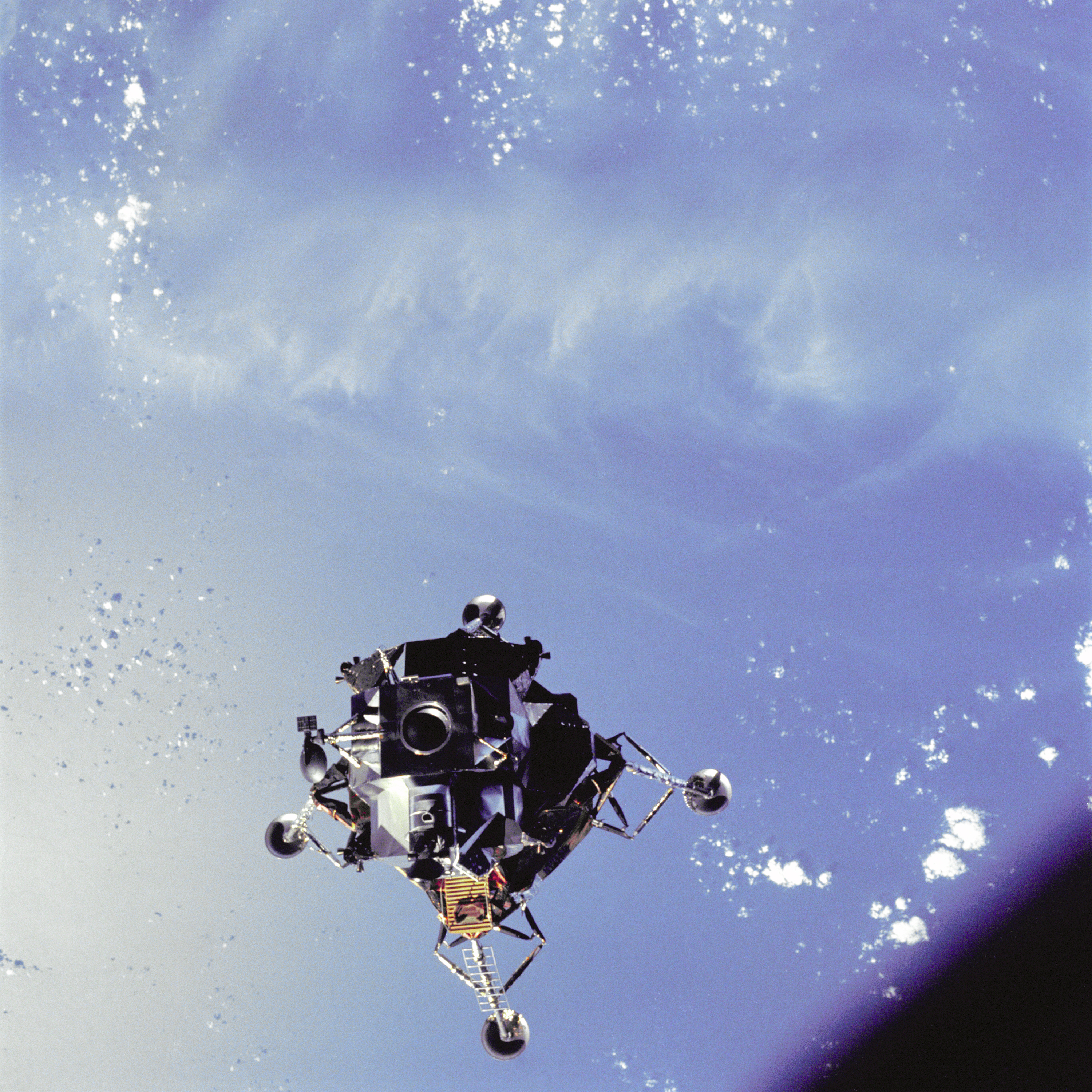
바다 위의 스파이더. 1969년 3월 7일에 촬영